# Бардонић
Бардонић (алб. Bardhaniq) је насељено место у општини Ђаковица, на Косову и Метохији. Према попису становништва из 2011. у насељу је живело 498 становника.

## Становништво
Према попису из 2011. године, Бардонић има следећи етнички састав становништва:
| Националност | 2011.        |
| Албанци      | 491 (98,60%) |
| Ашкалије     | 4 (0,80%)    |
| Бошњаци      | 1 (0,20%)    |
| недоступно   | 2 (0,40%)    |
| Укупно       | 498          |

| Демографија | Демографија | Демографија |
| Година      | Становника  | Становника  |
| ----------- | ----------- | ----------- |
| 1948.       | 311         |             |
| 1953.       | 319         |             |
| 1961.       | 348         |             |
| 1971.       | 429         |             |
| 1981.       | 463         |             |
| 1991.       | 535         |             |
| 2011.       | 498         |             |